# Leonor de Vivero
Leonor de Vivero (Valladolid, ¿? - ibídem, 1558) fue una mujer española condenada a la hoguera acusada de luteranismo por la Inquisición junto a varios miembros de su familia. En el segundo auto de fe celebrado en Valladolid el 21 de mayo de 1559, al haber fallecido ya, fueron quemados sus huesos.

## Trayectoria

### Orígenes familiares
Sus familia pertenecía a la nobleza, habían sido contadores de Castilla y miembros tanto de la oligarquía burguesa vallisoletana como de la aristocracia cortesana. El padre de Leonor, Juan de Vivero, segundón de esta familia noble, se casó con Constanza Ortiz, de familia judía convertida al catolicismo.
Su madre había fallecido en 1524, pero se comenzó un proceso contra ella en 1526 por la delación de una criada que la acusó de judaizante a pesar de haber sido reconciliada. Otras criadas corroboraron estas acusaciones y Leonor y su hermano Alonso Pérez de Vivero testificaron en su favor. Alonso de Vivero también fue sospechoso de judaizante y de mantener contactos con la beata Francisca Hernández, que había sido acusada como iluminada y luego de luterana. Francisca Hernández se había alojado entre 1520 y 1527 en la casa de Leonor de Vivero y su esposo.
Estuvo casada con Pedro Cazalla, contador del rey con antepasados también de origen judío y cuya hermana o tía María de Cazalla y cuyo hermano, el obispo Juan de Cazalla, fueron investigados por la Inquisición por iluminados. El matrimonio se salvó de las sospechas de herejía, y la muerte de Pedro de Cazalla los dejó aparte durante un tiempo. Sin embargo, la influencia de Carlos de Seso y de Agustín Cazalla, hijo del matrimonio, que había conocido en Alemania la doctrina luterana, hizo que esta volviera a resurgir en la familia. Así, su residencia se convirtió en lugar de reunión habitual de los miembros de la herejía para celebrar ceremonias religiosas o hablar de teología. Hacia 1558, Leonor era una mujer ya anciana y sorda y parece improbable que fuera culpable de la expansión luterana, tal y como se le acusó.

### El proceso inquisitorial
Una delación provocó la caída de la comunidad a finales de abril de 1558. Los miembros más destacados eran los miembros de la familia Cazalla-Vivero y sobre ellos cayó todo el poder de la Inquisición. Solo Leonor consiguió no ser encarcelada gracias su avanzada edad y su estado de salud, que no parecían adecuados para cometer los delitos de los que se les acusaba. Pasó el proceso encerrada en su casa hasta que falleció. Fue enterrada en San Benito el Real, en una capilla con panteón. Su hija Beatriz, que vivía como beata junto a su madre y una sirvienta que tenía a su cargo, trató de encubrirla alegando que “sorda como estaba, no sabía que comulgaba incorrectamente".
El auto de fe tuvo lugar en Valladolid presidido por la Gobernadora Juana de Austria y el príncipe Carlos. Abría la procesión la efigie de Leonor de Vivero con toca de viuda y una coroza con llamas pintadas y la correspondiente inscripción, seguida de un ataúd con sus restos mortales para ser arrojados a la hoguera.
Allí fueron quemados sus hijos: Agustín Cazalla y Francisco de Vivero Cazalla y su hija Beatriz Vivero Cazalla junto a otros. En este auto de fe, se quemó a catorce personas y se reconcilió a dieciséis, entre las que se encontraban Juan y Constanza, hijos de Leonor, y su nuera Juana Silva de Ribera.
Fernando de Valdés y sus colaboradores concibieron una forma ceremonial para los autos de fe con el fin de que la ceremonia pública resultara tan deslumbrante que reafirmara el poder de la Inquisición. Este nuevo formato se mostró por primera vez ante la corte, lo que dio a la ceremonia un prestigio del que antes carecía.
Su otro hijo, Pedro de Cazalla, fue condenado en el segundo auto de fe celebrado el 8 de octubre de ese mismo año y presidido por el rey Felipe II.
 

Tras el auto de fe, se derribó el solar de su casa de Valladolid al ser considerado el lugar de reunión de los herejes y se confiscaron sus bienes. En el solar se levantó una pilastra con la siguiente inscripción:
Presidiendo la Iglesia Romana Paulo IV y reinando en España Felipe II. El Santo Oficio de la Inquisición condenó a derrocar e asolar estas casas de Pedro Cazalla y Doña Leonor de Vivero, su muger, porque los hereges luteranos se juntaban a hacer conciliábulos contra nuestra Santa Fé Católica e Iglesia Romana. En 21 de mayo de 1559.
La pilastra fue derribada por las tropas napoleónicas en 1809, reconstruida en 1814 y vuelta a derribar por los liberales en 1821.